# La Aldehuela
La Aldehuela – gmina w Hiszpanii, w prowincji Ávila, w Kastylii i León, o powierzchni 17,15 km². W 2011 roku gmina liczyła 199 mieszkańców.